# Olivia Mitscherlich-Schönherr
Olivia Mitscherlich-Schönherr (* 1973 in Frankfurt am Main) ist eine deutsche Philosophin.

## Leben
Olivia Mitscherlich-Schönherr studierte Philosophie und Geschichte in Tübingen, Paris, Berlin und Bochum. Im Jahr 2005 wurde sie am Institut für Philosophie der Universität Potsdam promoviert, 2019 ebenda habilitiert. Daneben absolvierte sie eine Ausbildung zur ehrenamtlichen Sterbebegleiterin.
Als Philosophin war sie an Forschungseinrichtungen, Universitäten und Hochschulen in Deutschland, Frankreich, Schweden und der Schweiz tätig. Von 2017 bis Ende 2023 hatte sie eine für sie geschaffene Dozentur für philosophische Anthropologie mit Schwerpunkt auf Grenzfragen des Lebens an der Hochschule für Philosophie in München inne. Seit Januar 2024 ist sie Privatdozentin für Philosophie an der Universität Potsdam und seit Oktober 2024 Distinguished Fellow am Max Weber Kolleg in Erfurt.
Sie war langjährige Generalsekretärin der Helmuth Plessner Gesellschaft und ist Mitherausgeberin der Publikationsreihe „Grenzgänge. Studien in philosophischer Anthropologie“ im de Gruyter Verlag.
Neben ihrer akademischen Tätigkeit meldet sich Mitscherlich-Schönherr regelmäßig als Rednerin und Autorin in öffentlichen Diskussionen zu Wort.

## Forschungsschwerpunkte
Schwerpunkte der akademischen und öffentlichen Stellungnahmen von Mitscherlich-Schönherr liegen in der Praktischen Philosophie.
Die Philosophin betont die erotischen Aspekte praktischer Philosophie. Philosophieren versteht sie als ein vielstimmiges Ringen mit zentralen Fragen des menschlichen Lebens. Wenn Auseinandersetzungen mit existenziellen Fragen in Freundschaft ausgeübt werden, dann vermitteln sie nach Mitscherlich-Schönherr philosophische Lebensorientierung: sie erweitern die Perspektive und erneuern das Denken, Urteilen, Wollen und Handeln. Solches erotisches Philosophieren ist ihr zufolge auch politisch relevant.
Methodisch vertritt Mitscherlich-Schönherr einen Ansatz kritischer Phänomenologie, der phänomenologische Korrelationsforschung mit Verfahren der immanenten Kritik aus der kritischen Theorie und mit dialogischen Darstellungsformen anreichert.
In der philosophischen Anthropologie bahnt sie phänomenologische Erkenntnisprozesse, in deren Verlauf menschliche Personen in ihrer besonderen Würde zugänglich werden. Dabei betont sie in Anschluss an den Philosophen Helmuth Plessner die Unergründlichkeit der menschlichen Natur.
In der Bioethik und Biopolitik setzt sie sich mit Fragen eines gelingenden Lebens in Grenzsituationen auseinander. Das sind für sie u. a. Sterben,
Geburt sowie Krisensituationen der individuellen Existenz und der Gesellschaft wie die sozio-ökologische Krise des Anthropozäns und die Corona-Pandemie. Einen besonderen Fokus setzt sie bei ihren Auseinandersetzungen auf zeitgenössische Biotechnologien.

## Privates
Mitscherlich-Schönherr ist verheiratet und Mutter zweier Kinder. Sie ist eine Enkelin des Psychoanalytikers Alexander Mitscherlich und der Pianistin Georgia Mitscherlich (geb. Wiedemann) und eine Nichte des Filmemachers Thomas Mitscherlich.

## Schriften (Auswahl)
Als Autorin
- Natur und Geschichte. Helmuth Plessners in sich gebrochene Lebensphilosophie. Zugl. Dissertation. Akademie-Verlag, Berlin 2007, ISBN 978-3-05-004248-0.
- Erotisches Philosophieren. Claudius, München 2022, ISBN 978-3-532-62876-8.

Als Herausgeberin
- mit Dieter Thomä, Christoph Henning: Glück. Ein interdisziplinäres Handbuch. Meztler, Stuttgart 2011, ISBN 978-3-476-02285-1.
- mit Matthias Schloßberger: Das Glück des Glücks. Philosophische Anthropologie des guten Lebens. De Gruyter, Berlin 2014. ISSN 2192-4279.
- mit Matthias Schloßberger: Die Unergründlichkeit der menschlichen Natur. De Gruyter, Berlin 2015, ISSN 2192-4279.
- Gelingendes Sterben. Zeitgenössische Theorien im interdisziplinären Dialog. De Gruyter, Berlin 2021, ISBN 978-3-11-059993-0.
- mit Reiner Anselm: Gelingende Geburt. Interdisziplinäre Erkundungen in umstrittenen Terrains. 2. Aufl. de Gruyter, Berlin 2022, ISBN 978-3-11-071983-3.
- Das Gelingen der künstlichen Natürlichkeit. Mensch-Sein an den Grenzen des Lebens unter den Bedingungen disruptiver Technologien. De Gruyter, Berlin 2023, ISBN 978-3-11-127816-2.
- mit Mara-Daria Cojocaru, Michael Reder: Kann das Anthropozän gelingen? Krisen und Transformationen der menschlichen Naturverhältnisse im interdisziplinären Dialog. de Gruyter,  Berlin, 2024, ISBN 978-3-11-109055-9.